# Układ nerwowy

Układ nerwowy człowieka
(opis w języku angielskim)

Układ nerwowy (łac. systema nervosum; ang. nervous system) – zbiór wyspecjalizowanych komórek, pozostających ze sobą w złożonych relacjach funkcjonalnych i strukturalnych, odpowiadający za sterowanie aktywnością organizmu. Układ nerwowy jest w stanie wykryć określone zmiany zachodzące w otoczeniu i wywołać w związku z tym odpowiednią reakcję organizmu.
Jest zbudowany z komórek nerwowych oraz komórek glejowych. Z punktu widzenia histologii, zbiór komórek nerwowych bywa nazywany tkanką nerwową, zaś zbiór komórek glejowych – tkanką glejową. Jednak komórki nerwowe i glejowe nie są od siebie odseparowane, ale razem tworzą zwartą masę, stąd też wielu autorów uważa, że rozdzielanie układu nerwowego na dwie tkanki jest niepoprawne, nierzeczywiste i w związku z tym przyjmują istnienie w układzie nerwowym tylko jednej tkanki nerwowej, którą tworzą zarówno komórki nerwowe, jak i glejowe.
Komórki nerwowe charakteryzują się zdolnością do wytwarzania, przekazywania innym komórkom i odbierania od innych komórek specyficznych sygnałów, a także zdolnością do przekształcania tego sygnału, kiedy jest on przekazywany z komórki do komórki. Sygnał ten ma charakter elektrochemiczny. Pewne rodzaje komórek nerwowych są w stanie wytworzyć ten sygnał na skutek oddziaływań zewnętrznych, takich jak odkształcenia mechaniczne komórki nerwowej, bądź zadziałanie promieniowania elektromagnetycznego w zakresie światła widzialnego. Inne komórki nerwowe są w stanie przekazać taki sygnał komórkom mięśniowym, dla których stanowi on impuls sterujący kurczeniem się i rozkurczaniem mięśni. Tym samym pewien typ komórki nerwowej, bądź grupa takich komórek, jest w stanie zarejestrować oddziałujący bodziec, na tej podstawie wygenerować sygnał, jaki przesłany do określonych komórek mięśniowych wywołuje skurcz i rozkurcz określonych mięśni, a więc wywołuje reakcję ruchową w odpowiedzi na działający bodziec. Aby taka reakcja była możliwa, komórki nerwowe muszą strukturalnie i funkcjonalnie połączyć to miejsce organizmu, na które oddziałuje bodziec, z tym miejscem organizmu, jakie wykonuje reakcję. W związku z tym komórki nerwowe tworzące układ nerwowy nie są rozmieszczone dowolnie, ale tworzą konkretne obwody czy też sieci wzajemnie połączonych komórek przesyłających w swoim obrębie sygnały z miejsca początkowego do miejsca docelowego. Komórki nerwowe współpracują ściśle z komórkami glejowymi, które odgrywają role pomocnicze, m.in. biorą udział w odżywianiu komórek nerwowych, syntetyzują pewne substancje chemiczne, a następnie przekazują je komórkom nerwowym.
Znaczenie i złożoność budowy układu nerwowego wzrasta wraz ze stopniem rozwoju ewolucyjnego organizmów. Przede wszystkim, wraz z rozwojem ewolucyjnym wzrasta komplikacja tych części sieci komórek nerwowych, które modulują sygnały przesyłane pomiędzy punktem początkowym a końcowym. W efekcie czego bardziej rozwinięte organizmy charakteryzują się bogatszą aktywnością behawioralną i większą dowolnością kształtowania swoich reakcji, wykraczających poza fizjologiczny automatyzm bodziec-reakcja. Ale oprócz odbioru bodźców z zewnętrznego środowiska, modyfikacji własnej aktywności na tej podstawie i sterowania zachowaniem się, układ nerwowy kontroluje także – u bardziej rozwiniętych organizmów – pracę narządów wewnętrznych, gruczołów wydzielania zewnętrznego (wydzielających np. pot), jak i wewnętrznego (wydzielających hormony), reguluje homeostazę, tworzy też zjawiska takie, jak sen i emocje. U kręgowców, do których zalicza się również człowiek, układ nerwowy tworzy skupiony, centralny układ ośrodkowy (w postaci rdzenia kręgowego i mózgowia), oraz luźniejszy, rozproszony układ obwodowy, zapewniający połączenia nerwowe pomiędzy układem ośrodkowym a całą resztą organizmu.

## O układzie nerwowym ogólnie

### Komórki nerwowe
Podstawową komórką układu nerwowego jest komórka nerwowa – neuron. To właśnie ta komórka charakteryzuje się zdolnością do wytwarzania, przekazywania, odbierania i przetwarzania specyficznych sygnałów elektrochemicznych, którym przypisuje się istotne znaczenie w przetwarzaniu informacji o otoczeniu i podejmowaniu decyzji dotyczących reakcji. Komórki nerwowe występują w świecie przyrody w rozmaitych kształtach i wyróżnia się wiele ich rodzajów. Neuron, jak każda inna typowa komórka eukariotyczna, zawiera w sobie jądro komórkowe i inne organelle. Miejsce, w jakim znajdują się te struktury, nazywane jest ciałem komórkowym (soma, perykarion). Ciało komórkowe charakteryzuje się wypukłym kształtem, od którego odchodzą cienkie nitki – wypustki. Wypustki te są dwojakiego rodzaju. Nazywa się je dendrytami, jeżeli są to funkcjonalne przedłużenia ciała komórkowego przeznaczone do odbierania sygnałów od innych komórek, oraz aksonami, jeżeli są to wypustki przeznaczone do przesyłania własnego sygnału do innych komórek. Zarówno pojedynczy dendryt, jak i pojedynczy akson może się rozgałęziać. Niektóre rodzaje komórek nerwowych wyróżniają się niezwykle rozgałęzionym drzewkiem dendrytycznym. Od ciała komórkowego może odchodzić wiele dendrytów, ale akson zawsze tylko jeden. Miejsce, w jakim akson odchodzi od ciała komórkowego, nosi nazwę wzgórka aksonalnego i to właśnie w tym miejscu komórka nerwowa generuje krótki impuls elektryczny, jaki następnie wysyła wzdłuż aksonu.

### Przekazywanie sygnału
Impuls elektryczny generowany we wzgórku aksonalnym formalnie nazywany jest potencjałem czynnościowym neuronu. W sposób mniej formalny zjawisko to określane bywa także jako „strzał”, czy też „odpalenie” neuronu. Zjawisko polega na lokalnej wymianie między wnętrzem komórki a jej otoczeniem molekuł posiadających ładunek elektryczny – jonów. Choć nie mamy tu do czynienia z przewodem elektrycznym, mamy do czynienia z przepływem prądu elektrycznego, bowiem z punktu widzenia fizyki, prądem elektrycznym nazywamy przepływ jakichkolwiek cząsteczek (czy też molekuł) posiadających ładunek elektryczny, a więc i jonów, a nie tylko elektronów w przewodzie miedzianym, czy aluminiowym. Impuls ten stanowi niejako wyraz „decyzji” neuronu o tym, czy ma on przekazywać sygnał następnej komórce. Impuls taki powstaje wówczas, gdy neuron otrzymuje sygnały z innych komórek, ale sygnały o odpowiedniej konfiguracji. Raz wygenerowany, przenosi się wzdłuż aksonu i dociera na zakończenie aksonu, gdzie inicjuje kolejne procesy zmierzające do przekazania sygnału innej komórce. Dzięki temu, że akson posiada rozgałęzienia, sygnał taki może dotrzeć do więcej niż jednej komórki – jeżeli poszczególne rozgałęzienia aksonu komunikują się z innymi komórkami. Miejsce takiej komunikacji nazywa się synapsą. Statystycznie najwięcej zakończeń aksonalnych dociera w okolice dendrytów komórki odbierającej sygnały, zaś najwięcej synaps jest tworzonych pomiędzy zakończeniem aksonalnym a kolcem dendrytycznym – specjalną wypustką na powierzchni dendrytu, jaka najprawdopodobniej służy właśnie do tworzenia synaps (aczkolwiek nie wszystkie rodzaje neuronów tworzą kolce dendrytyczne).
Warto jednak wiedzieć, że neuron jest w stanie tworzyć synapsy właściwie w dowolnym miejscu, także i na powierzchni ciała komórkowego, jak i na powierzchni aksonu. Synapsy w tych miejscach występują rzadziej i charakteryzują się wyjątkowymi cechami. Ciało komórkowe znajduje się bliżej wzgórka aksonalnego niż dendryty, zatem przekazywanie sygnałów na synapsie utworzonej na ciele komórkowym znacznie efektywniej wpływa na ostateczne wygenerowanie, bądź wręcz przeciwnie, na zatrzymanie generowania potencjału czynnościowego. Celem dla potencjału czynnościowego, gdy już zostanie wygenerowany, jest sam koniec aksonu – zakończenie aksonalne. Docierając na sam kraniec aksonu potencjał czynnościowy pełni tam rolę dostarczyciela „rozkazu” z ciała komórkowego, rozkazu do zainicjowania końcowego etapu przekazania sygnału innej komórce. Synapsy tworzone z aksonami neuronów są ulokowane właśnie na tych zakończeniach. Sygnał z takiej synapsy potrafi wpływać na efekt wywoływany przez docierający tam potencjał czynnościowy. W efekcie działania synaps między akson-akson potencjał czynnościowy będzie mógł wywołać większą bądź mniejszą niż zazwyczaj reakcję u komórki odbierającej sygnał.
Samo przekazanie sygnału między jedną a drugą komórką odbywa się inaczej w zależności od rodzaju synapsy. W przypadku najczęstszych, najlepiej poznanych, ale i najbardziej skomplikowanych synaps chemicznych, ostateczne przekazanie sygnału odbywa się poprzez wydalenie z zakończenia aksonalnego pewnych substancji chemicznych nazywanych neuroprzekaźnikami. Z chwilą, kiedy dotrą one do powierzchni innej komórki i zostaną przez nią zidentyfikowane, będą mogły wywołać w tej komórce odpowiednie zmiany. Każdy rodzaj neuroprzekaźnika posiada właściwe dla siebie białka receptorowe ulokowane w błonie komórkowej neuronu. Aby synapsa funkcjonowała prawidłowo, neuroprzekaźnik uwalniany przez zakończenie aksonalne musi posiadać właściwe dla siebie białka receptorowe w błonie komórkowej neuronu, któremu ma przekazać sygnał. Inaczej neuroprzekaźnik nie będzie miał z czym wejść w interakcję, i sygnał nie zostanie przekazany. Natomiast to, co ten sygnał oznacza, a więc jaki efekt wywołany zostanie detekcją neuroprzekaźnika (np. zwiększający lub zmniejszający szansę na wygenerowanie potencjału czynnościowego), zależy od rodzaju białka receptorowego.

### Obwody neuronalne i odruchy

Schemat prostego obwodu: bodziec (S) oddziałuje na neuron czuciowy (A), który przekazuje informację komórce ruchowej (B), stymulującej efektor (Ef), w tym przypadku – komórki mięśniowe.

Układ nerwowy funkcjonuje na zasadzie przekazywania sygnałów z jednej komórki nerwowej do innych, lub do komórek mięśniowych, czy też gruczołów. Neurony tworzą wzajemnie powiązane ze sobą strukturalnie i funkcjonalnie sieci, czy też obwody, po których przesyłane są sygnały. W sposób uproszczony można takie sieci przedstawić graficznie, gdzie ciało komórkowe i dendryty neuronu będą reprezentowane przez wypełniony okrąg, czy też kropkę, zaś akson – przez odchodzącą od tejże kropki prostą, bądź krzywą, zależnie od potrzeb wizualizacji. W ten sposób na ilustracji obok ukazano uogólniony schemat najprostszego odwodu neuronalnego. Składają się na niego dwa neurony: czuciowy i ruchowy. Neuron czuciowy w tym przykładzie jest taką komórką, która potrafi wygenerować potencjał czynnościowy w odpowiedzi na bodziec zewnętrzny i przyjmijmy, że chodzi tutaj o mechaniczne odkształcenie neuronu pod wpływem bezpośredniej siły fizycznej przyłożonej w jego sąsiedztwie. Przekazuje swój sygnał komórce ruchowej, która na tej podstawie generuje własne sygnały i przekazuje je komórkom mięśniowym. Taka sieć nerwowa umożliwia powstanie automatycznej reakcji ruchowej organizmu pod wpływem stymulacji dotykowej. 

Schemat samosterującego się obwodu. Obwód główny: S – bodziec; A – neuron czuciowy; B – interneuron; C – neuron ruchowy; Ef – efektor, komórki mięśniowe. Obwód dodatkowy: D – odgałęzienie aksonu neuronu ruchowego; E – neuron dodatkowy, który jeżeli jest pobudzający, dodatkowo wzmacnia aktywację neuronu (B), jeżeli zaś jest hamujący, to hamuje neuron (B).

Bardziej rozwinięte sieci nerwowe zawierają na drodze przekazywania sygnału stacje pośredniczące (interneurony), jak również ich aktywność jest modyfikowana przez sygnały przekazywane z dodatkowych obwodów, bądź w ogóle z innych sieci. Obwody komórek nerwowych mogą sterować własną aktywnością, jeżeli z punktu końcowego przekażą połączenia wsteczne do punktu początkowego – wraz z napływem stymulacji połączenie wsteczne może dodatkowo jeszcze bardziej nasilać aktywność punktu początkowego, bądź wręcz przeciwnie, hamować jego aktywność. Wyidealizowany przykład takiego obwodu przedstawiono na ilustracji obok.

Dywergencja neuronów.

Konwergencja neuronów.

W ten sposób funkcjonują proste odruchy, jakie są podstawą zachowania prymitywnych organizmów, zaś u bardziej rozwiniętych stanowią także podstawę funkcjonowania narządów wewnętrznych, np. sterując motoryką żołądkowo-jelitową. Układ nerwowy człowieka, podobnie jak innych organizmów, pełny jest tego typu sieci i to nie tylko w zakresie motoryki żołądkowo-jelitowej. Układ nerwowy kręgowców, w tym i człowieka, spaja ze sobą te części ciała, na które oddziałują bodźce, z tymi częściami, które mają wykonywać reakcje w odpowiedzi na te bodźce. Cechą znamienną w większości takich połączeń u kręgowców jest to, że receptory przesyłają informacje o bodźcach aksonami komórek czuciowych do rdzenia kręgowego i pnia mózgu, gdzie stymulacja przełączana jest na neurony ruchowe i dalej, ich aksonami, wyprowadzana jest do mięśni. Rdzeń kręgowy i pień mózgu to twory ośrodkowego układu nerwowego, stąd aksony czuciowe doprowadzające informacje do rdzenia i pnia nazywane są włóknami dośrodkowymi, zaś aksony ruchowe, wyprowadzające z nich informacje do mięśni – włóknami odśrodkowymi. Rdzeń kręgowy i pień mózgu kręgowców realizują wiele różnego rodzaju odruchów rdzeniowych i pniowych. Typowym przykładem może być odruch miotatyczny, nazywany także odruchem na rozciąganie, który lekarze neurolodzy badają w postaci odruchu skokowego z mięśnia brzuchatego łydki, odruchu kolanowego z mięśnia czworogłowego uda, oraz odruchów z mięśni ramion: z mięśnia dwugłowego i z trójgłowego.
Pobudzenie w układzie nerwowym nie zawsze pokonuje prostą drogę od receptora do efektora. Powszechnym zjawiskiem jest hierarchiczna budowa sieci nerwowych oraz dywergencja i konwergencja połączeń między neuronami. Pojęcie dywergencji odnosi się do sytuacji, gdy pojedyncza komórka nerwowa, dzięki odgałęzieniom aksonu, tworzy połączenia z większą liczbą komórek. W przypadku większej sieci zorganizowanej w ten sposób sprawia to, że stymulacja jednej, początkowej komórki pozwala rozprzestrzeniać sygnał na kolejne i liczniejsze elementy takiego obwodu. Pojęcie konwergencji oznacza sytuację odwrotną, kiedy to kilka komórek tworzy synapsy z jednym neuronem. W przypadku większej sieci zorganizowanej w ten sposób, zbieganie się sygnałów różnych komórek na jedną pozwala na integrację informacji.

### Ewolucja układu nerwowego

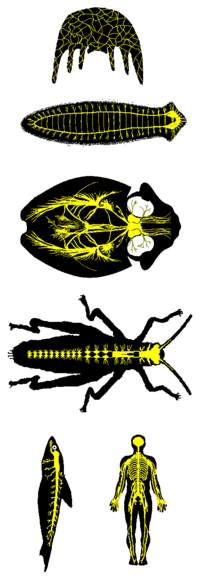
Schematy układów nerwowych różnych grup organizmów

Najprostszy układ nerwowy występuje u najprostszych jamochłonów, takich jak stułbia, przyjmując postać pojedynczych komórek nerwowych połączonych wypustkami (sieć nerwowa). Niektóre z komórek są wyspecjalizowane w generowaniu sygnałów pod wpływem zmian fizykalnych (w pewnym sensie można powiedzieć, że reagują na dotyk), inne – pod wpływem obecności właściwych substancji chemicznych (w pewnym sensie można powiedzieć, że reagują na bodźce smakowe/zapachowe). Zwierzęta nieco bardziej rozwinięte posiadają układ nerwowy znacznie bardziej rozbudowany. Wewnątrz organizmu znajduje się sieć nerwowa zorganizowana wokół dwóch pni nerwowych, podłużnie przebiegających wzdłuż ciała robaka, a równoległych do siebie. Są one łańcuchem zwojów – skupisk ciał komórkowych neuronów. Każdy kolejny zwój unerwia czuciowo i ruchowo właściwy dla siebie segment ciała. Zazwyczaj dwa największe zwoje znajdują się w części głowowej. Taka organizacja układu nerwowego bywa też określana jako drabinka nerwowa. U organizmów jeszcze bardziej rozwiniętych dwa pnie nerwowe znajdują się bardzo blisko siebie bądź łączą się w jeden wspólny pień (łańcuszek nerwowy). Upraszczając, można powiedzieć, że ewolucja układu nerwowego przebiega w taki sposób, że u organizmów bardziej rozwiniętych zwoje nerwowe zwiększają liczebność ciał komórkowych, zaś największemu rozwojowi ulegają zwoje znajdujące się w części głowowej – zwoje mózgowe. U owadów zwoje te określane są niekiedy jako mózgowie. Tym samym układ nerwowy ulega centralizacji. U kręgowców, a więc u ptaków, gadów, płazów i ssaków, układ nerwowy tworzy wręcz oddzielny narząd o niezwykle skomplikowanej budowie, zamknięty w jamie czaszki i kanale kręgowym – ośrodkowy układ nerwowy. Jest on połączony dwukierunkowo z narządami zmysłu, narządami wewnętrznymi, mięśniami i gruczołami za pomocą obwodowego układu nerwowego. Pewna część układu ośrodkowego – rdzeń kręgowy – odziedziczyła cechy charakteryzujące drabinki i łańcuszki nerwowe. Rdzeń kręgowy (również u człowieka) posiada budowę segmentową, gdzie każdy kolejny segment, czy odcinek, unerwia czuciowo i ruchowo odpowiednią część ciała. Rolą układu nerwowego, jaką można zaobserwować już u jamochłonów, jest umożliwienie organizmom poruszania się, jak i reagowania na zmiany zachodzące w otaczającym organizm środowisku.

## Układ nerwowy kręgowców

### Opis ogólny
Układ nerwowy wszystkich kręgowców w toku rozwoju osobniczego wykształca podobne struktury, które następnie rozwijają się u poszczególnych gatunków w mniej, lub bardziej złożone postacie. Początkowo powstają trzy pęcherzyki mózgowe: przodomózgowie, śródmózgowie i tyłomózgowie. Następnie pierwszy i trzeci dzielą się na dwa, tak, że ostatecznie powstaje pięć pęcherzyków: kresomózgowie, międzymózgowie, śródmózgowie – pozostaje niepodzielone, oraz tyłomózgowie wtórne i rdzeniomózgowie. 

Schemat pęcherzyków mózgowych kręgowców.

A. Przodomózgowie (łac. prosencephalon; ang. forebrain) rozwija się w:
- kresomózgowie (łac. i ang. telencephalon), które tworzy m.in.

– opuszki węchowe – dwie wypustki rozwijające się do przodu, zawierające receptory węchowe
– mózgowe struktury analizujące informacje węchowe (płat węchowy, węchomózgowie) – rozwija się do tyłu od opuszek
– półkule mózgowe – rozwijające się na boki, pokryte korą mózgową – skupiskiem ciał komórkowych neuronów
– struktury podkorowe – skupiska ciał komórkowych neuronów znajdujące się wewnątrz półkul
- międzymózgowie (łac. i ang. diencephalon), które tworzy m.in.

– podwzgórze – skupisko ciał komórkowych neuronów
– wzgórze – skupisko ciał komórkowych neuronów, ale powstaje tylko u wyższych gatunków
B. Śródmózgowie (łac. mesencephalon; ang. midbrain), które tworzy m.in.
struktury wzrokowe, jakie u niższych gatunków przybierają postać głównego elementu śródmózgowia, tworząc parzyste płaty wzrokowe, ale u ssaków ulegają marginalizacji na rzecz ośrodków wzrokowych w korze mózgowej, pozostając w śródmózgowiu jako wzgórki górne

C. Tyłomózgowie (łac. rhombencephalon; ang. hindbrain) rozwijające się w: 

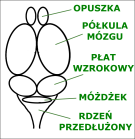
Schemat mózgowia żaby z perspektywy grzbietowej (tj. od góry)

- Tyłomózgowie wtórne (łac. i ang. metencephalon), które tworzy m.in.

– móżdżek – twór podobny do półkul mózgu, posiadający półkule móżdżku i móżdżkowe struktury podkorowe
– most – element pośredniczący między śródmózgowiem a rdzeniem przedłużonym, ale powstaje tylko u gatunków wyższych
- Rdzeniomózgowie – (łac. i ang. myelencephalon), które tworzy

rdzeń przedłużony, opuszkę – strukturę, jaka płynnie przechodzi w ciągnący się dalej rdzeń kręgowy.
Wymienione powyżej elementy noszą nazwę mózgowia, które wraz z rdzeniem kręgowym tworzy ośrodkowy układ nerwowy, wypełniający jamę czaszki i kanał kręgowy. Przodomózgowie, a więc półkule mózgu (kresomózgowie) i międzymózgowie, jest nazywane po prostu mózgiem. Pozostałe struktury, a więc śródmózgowie i tyłomózgowie, nazywane są pniem mózgu. Choć rozwój ewolucyjny dotyka właściwie wszystkich struktur układu nerwowego, wydaje się, że w największym zakresie rozwojowi ulega właśnie mózgowie.
Półkule mózgu u niższych gatunków nie mają dużych rozmiarów, zaś kora mózgowa – skupisko ciał komórkowych neuronów pokrywające półkule – jest gładka. Oglądając mózgowie takich zwierząt, uwagę przykuwają znajdujące się do przodu opuszki węchowe, mające względnie znaczne rozmiary w stosunku do rozmiarów całego mózgowia. Podobnie śródmózgowie, tworzące tzw. płaty wzrokowe, jest wyraźnie widoczne (zob. rysunek obok – mózgowie żaby). Wraz z rozwojem ewolucyjnym, nie tylko zwiększają się rozmiary mózgowia, ale ma też miejsce niewspółmiernie większy rozwój mózgu w porównaniu do innych struktur. Półkule mózgowe i móżdżek mogą zakrywać śródmózgowie. Wraz z dalszym rozwojem ewolucyjnym półkule mózgu jeszcze bardziej zwiększają swoją objętość, zaś kora mózgu i kora móżdżku ulegają coraz większemu pofałdowaniu. Największy rozwój ewolucyjny mózgowia i kory mózgowej odnotowuje się oczywiście u człowieka (zob. sekcję ilustracji w tym artykule). Zmianom ulegają nie tylko rozmiary struktur mózgowia, ale także i organizacja połączeń między nimi.

### Analizatory wrażeń zmysłowych
U niższych zwierząt narząd wzroku (dokładniej – siatkówka) przesyła informacje do śródmózgowia, gdzie znajduje się mózgowy analizator wzroku. U zwierząt wyższych, ośrodek wzrokowy ulega marginalizacji, zaś aksony wysłane z siatkówki w przeważającej większości zmierzają do wzgórza w międzymózgowiu, aby tam przełączyć przekazywanie sygnałów na lokalne neurony, których aksony zmierzają już do kory mózgowej. U gatunków wyższych główne analizatory poszczególnych zmysłów znajdują się w różnych obszarach kory mózgowej, zaś wzgórze pełni rolę stacji przekaźnikowej. Wyjątkiem jest tutaj zmysł węchu. U gatunków niższych, zmysł węchu jest zmysłem podstawowym, dlatego też proporcje rozmiaru opuszek węchowych i płatów węchowych w mózgowiu są takie znaczne. Kiedy my – ludzie – czujemy jakiś przykry zapach, większość z nas ma ochotę natychmiastowego opuszczenia pomieszczenia, w jakim unosi się ten zapach, lub oddalenia się od miejsca, jakie uważamy za źródło tego zapachu. Reakcja ta wydaje się natychmiastowa i automatyczna, odczuwamy wstręt, a na naszej twarzy pojawia się grymas – to pozostałość po pierwotnej roli tego zmysłu. Niższe zwierzęta nie obwąchują otoczenia tak po prostu, za pomocą zapachu odróżniają przedstawicieli swojego gatunku od innych zwierząt, różnicują drapieżników od zwierząt neutralnych, jak i obiekty nadające się do jedzenia od niejadalnych. Zmysł węchu jest zmysłem „na odległość”, pozwala wcześnie ostrzec zwierzę o potencjalnym zagrożeniu. Jego znaczenie dla przetrwania organizmu wiąże się z tym, że poszczególne zapachy wyzwalają proste stany afektywne, które można opisać jako stymulujące zbliżanie się do „pachnącego” obiektu, bądź oddalanie się od obiektu „śmierdzącego”. Przypuszczalnie z tego układu w toku ewolucji wykształciły się znane nam dobrze emocje i bardziej skomplikowane stany uczuciowe. Węchomózgowie u zwierząt wyższych stopniowo traci bezpośredni związek z odbieraniem i przetwarzaniem informacji węchowych, natomiast rozwijane są inne funkcje, związane z zapamiętywaniem nowych informacji i emocjami. Mimo to, u człowieka, struktury, jakie wyewoluowały z płatów węchowych, zachowują pierwotną postać budowy wewnętrznej.

### Budowa układu nerwowego naczelnych
1. Ośrodkowy układ nerwowy (łac. systema nervosum centrale; ang. central nervous system)
- Rdzeń kręgowy (łac. medulla spinalis; ang. spinal cord)
- Mózgowie (łac. encephalon; ang. brain)

a) Móżdżek (łac. i ang. cerebellum)
b) Pień mózgu (łac. truncus cerebri; ang. brain stem)
– Rdzeń przedłużony (opuszka; łac. i ang. medulla oblongata)
– Most (łac. i ang. pons)
– Śródmózgowie (łac. mesencephalon; ang. midbrain)
c) Mózg (łac. i ang. cerebrum)
– Półkule mózgu (łac. hemisphaeria cerebri; ang. cerebral hemispheres)
– Międzymózgowie (łac. i ang. diencephalon)
2. Obwodowy układ nerwowy (łac. systema nervosum periphericum; ang. peripheral nervous system)
- Somatyczny układ nerwowy (łac. systema nervosum somaticum; ang. somatic nervous system)
- Autonomiczny układ nerwowy (wegetatywny; łac. systema nervosum autonomicum; ang. autonomic (visceral) nervous system)

– część współczulna (układ sympatyczny; łac. pars sympathica; ang. sympathetic nervous system)
– część przywspółczulna (układ parasympatyczny; łac. pars parasympathica; ang. parasympathetic nervous system)
– część enteryczna (układ żołądkowo-jelitowy; jelitowy układ nerwowy; ang. Enteric nervous system)

## Więcej informacji

### Ilustracje
W sieci można znaleźć bardzo wiele ilustracji i zdjęć dotyczących układu nerwowego, jednakże większość z nich jest objęta prawami autorskimi i nie jest wolna. Dlatego też, z szacunku do wartości własności intelektualnej, zostają one zaprezentowane w takiej postaci, a nie jako grafika Wikipedii.
- Diagram – schemat układu nerwowego bezkręgowców – onet.pl – WIEM
- Diagram – schemat przekroju przez układ nerwowy muchy – czołowy, strzałkowy i poziomy
- Diagram – ośrodkowy układ nerwowy żaby, również tutaj – powierzchnia grzbietowa. [dostęp 2007-10-07]. [zarchiwizowane z tego adresu (2007-04-06)]., powierzchnia brzuszna. [dostęp 2007-10-07]. [zarchiwizowane z tego adresu (2007-06-07)].

- Fotografia – powierzchnia mózgowia myszy (Mus musculus) – brainmuseum.org
- Fotografia – powierzchnia mózgowia szczura (Rattus norvegicus) – brainmuseum.org
- Fotografia – powierzchnia mózgowia piżmaka (Ondatra zibethicus) – brainmuseum.org
- Fotografia – powierzchnia mózgowia świnki morskiej (Cavia porcellus) – brainmuseum.org
- Fotografia – powierzchnia mózgowia wiewiórki (Sciurus carolinensis) – brainmuseum.org
- Fotografia – powierzchnia mózgowia królika (Oryctolagus cuniculus) – brainmuseum.org
- Fotografia – powierzchnia mózgowia kota (Felis catus) – brainmuseum.org
- Fotografia – powierzchnia mózgowia świni (Sus scrofa domesticus) – brainmuseum.org
- Fotografia – powierzchnia mózgowia pumy (Puma concolor) – brainmuseum.org
- Fotografia – powierzchnia mózgowia niedźwiedzia polarnego (Ursus maritimus) – brainmuseum.org
- Fotografia – powierzchnia mózgowia psa (Canis familiaris) – brainmuseum.org
- Fotografia – powierzchnia mózgowia zebry (Equus burchellii) – brainmuseum.org
- Fotografia – powierzchnia mózgowia foki (Phoca vitulina) – brainmuseum.org
- Fotografia – powierzchnia mózgowia delfina (Tursiops truncatus) – brainmuseum.org

- Fotografia – powierzchnia mózgowia marmozety (Callithrix jacchus) – brainmuseum.org
- Fotografia – powierzchnia mózgowia ponocnicy (Aotus trivirgatus) – brainmuseum.org
- Fotografia – powierzchnia mózgowia koczkodana (Cercopithecus nictitans) – brainmuseum.org
- Fotografia – powierzchnia mózgowia rezusa (Macaca mulatta) – brainmuseum.org
- Fotografia – powierzchnia mózgowia goryla (Gorilla gorilla) – brainmuseum.org
- Fotografia – powierzchnia mózgowia szympansa (Pan troglodytes) – brainmuseum.org
- Fotografia – powierzchnia mózgowia człowieka (Homo sapiens) – brainmuseum.org

- Fotografia – przekrój czołowy przez mózgowie myszy (Mus musculus) – brainmuseum.org
- Fotografia – przekrój czołowy przez mózgowie ponocnicy (Aotus trivirgatus) – brainmuseum.org
- Fotografia – przekrój czołowy przez mózgowie kota (Felis catus) – brainmuseum.org
- Fotografia – przekrój czołowy przez mózgowie rezusa (Macaca mulatta) – brainmuseum.org
- Fotografia – przekrój czołowy przez mózgowie szympansa (Pan troglodytes) – brainmuseum.org
- Fotografia – przekrój czołowy przez mózgowie człowieka (Homo sapiens) – brainmuseum.org

### Wybrana polskojęzyczna literatura książkowa
- Bochenek A., Reicher M., Anatomia Człowieka, tom IV Układ nerwowy ośrodkowy, wydanie V, PZWL, Warszawa 2000, ISBN 83-200-3449-3.
- Ingram J., Płonący dom. Odkrywając tajemnice mózgu, Prószyński i S-ka, Warszawa 1996, ISBN 83-86868-97-X.
- Bogdan Sadowski, Biologiczne mechanizmy zachowania się ludzi i zwierząt, Warszawa: PWN, 2001, ISBN 83-01-13569-7, OCLC 749326469. Brak numerów stron w książce